# 波尔多圣让站
波尔多圣让站位于法国西南部城市，吉伦特省的省会波尔多。该站也是法国西南地区重要的铁路交通枢纽。

## 地理位置

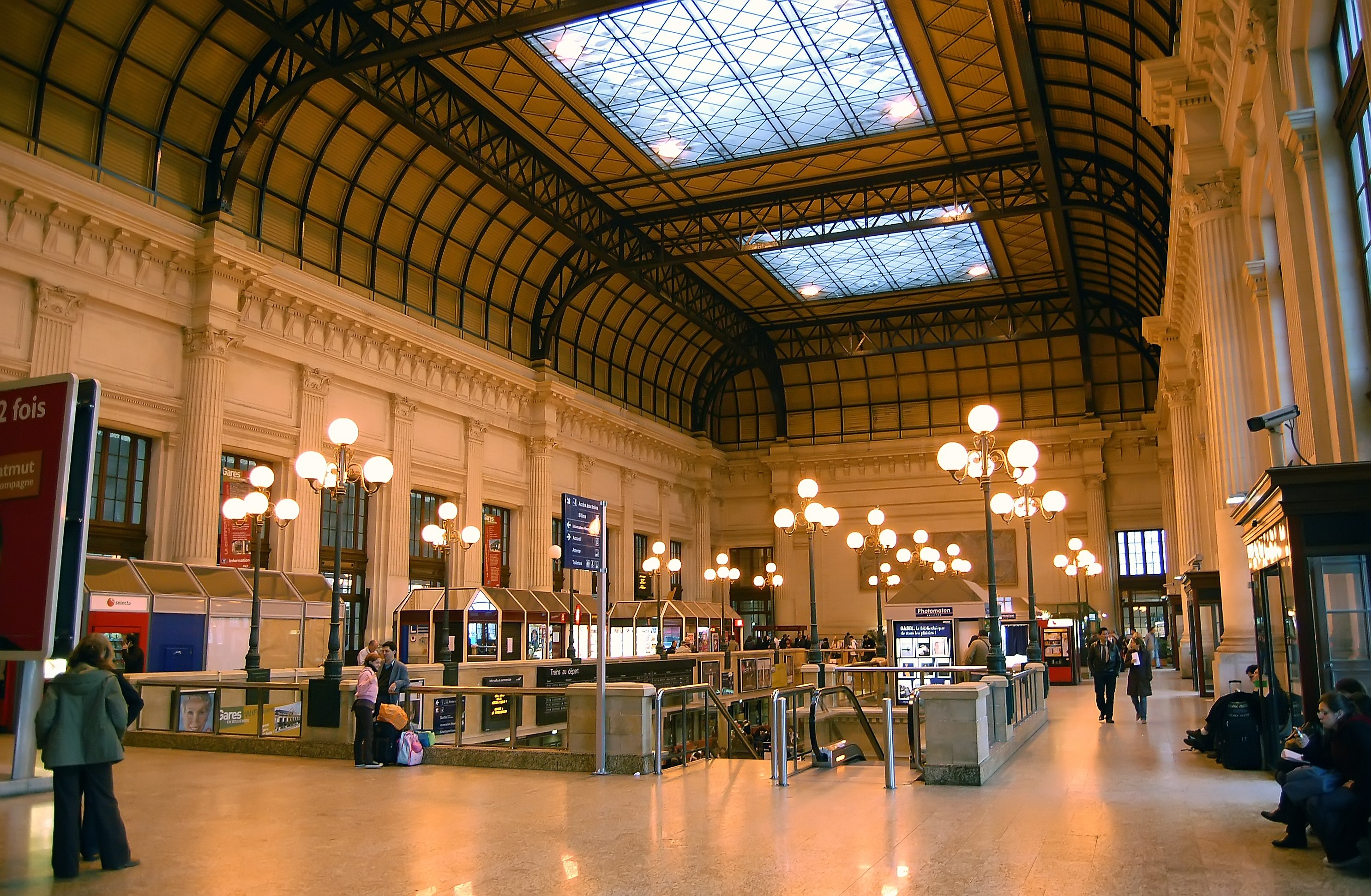
波尔多圣让站内部

波尔多圣让站位于法国西南部，波尔多市区东南，吉伦特河左岸。波尔多圣让站是法国西南部重要的铁路枢纽，有5条铁路线在此交汇。

## 车站结构
波尔多圣让站位于波尔多市区东南部，大致呈南北走向，开口朝西，站内有地下通道可连接站台，同时可连向东侧的出口（后门）。车站外有配套的有轨电车站、公交车站以及出租车上下点。
现有的波尔多圣让站站房于1898年投入使用。其大屋顶由古斯塔夫·埃菲尔所建，宽56米，占地1.7万平方米。TGV高速列车开通以后，该站经过重新装修，升级现代化设备，但保持其原有的特征。

## 本站可直达的城市
| 波尔多圣让站出发可直达的城市 | |
| - 为方便阅读，可到达的城市按照城市法语名的首字母顺序排序。 - 粗体字为法国省会城市，斜体字的城市仅周末或特定时段才能直达。 - 中文名称非官方正式翻译，仅供参考。 | |

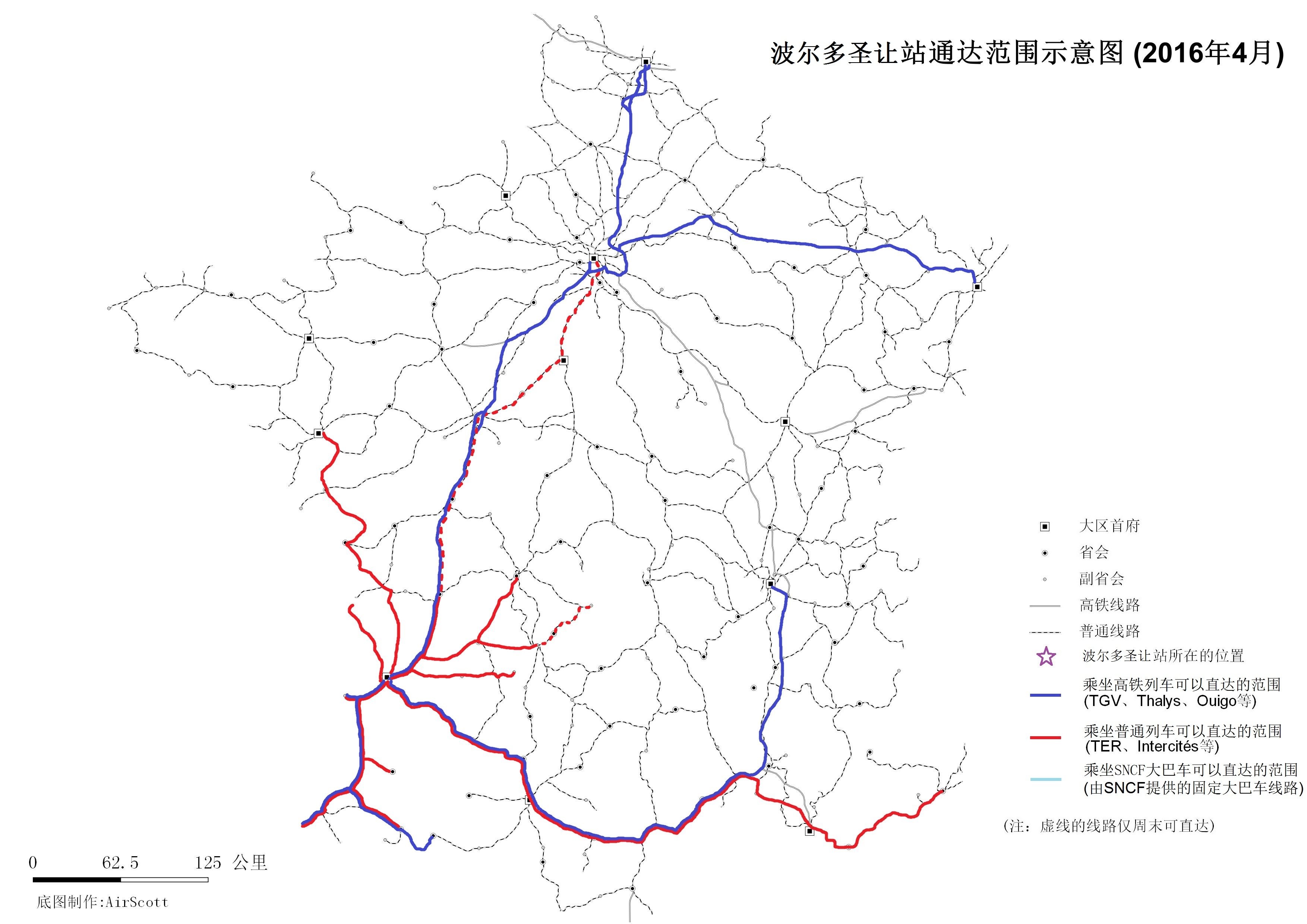
波尔多圣让站通达范围示意图（2016年4月）

| 目的地所在大区或国家 | 可以直达的目的地 |
| 法兰西岛 | 戴高乐机场、马恩拉瓦莱、马西、巴黎 |
| 阿尔萨斯-香槟-阿登-洛林 | 洛林TGV站、默兹TGV站、香槟-阿登TGV站（靠近兰斯）、斯特拉斯堡 |
| 阿基坦-利穆赞-普瓦图-夏朗特 | 艾吉永、阿让、昂巴雷斯和拉格拉沃、昂古莱姆、阿尔巴纳茨、阿卡雄、巴尔萨克、巴桑斯、巴约讷、博蒂朗、贝格勒、贝尔热拉克、比亚里茨、比加诺斯、布朗克福尔、布里夫拉盖亚尔德、布鲁日、比西耶尔加朗、卡多雅克、卡尔邦布朗、卡斯蒂永拉巴塔耶、科德罗、卡维尼亚克、瑟农、塞龙斯、塞斯塔斯、科雷兹、库特拉、库兹和圣弗龙、屈布扎克莱蓬、达克斯、埃格勒通、戈里亚盖、德罗河畔吉伦特、盖塔里、居让-梅斯特拉斯、昂代、伊宗、容扎克、拉雷奥勒、拉罗谢尔、拉泰斯特德比什、拉布埃尔、拉兰德、拉蒙济圣马丁、拉莫特朗代龙、朗贡、勒比松德卡杜安、勒拉尔丹-圣拉扎尔、利布尔讷、利摩日、吕东梅多克、马科、马舍普里姆、马尔戈、马尔芒德、莫扎克和大卡斯唐、梅里尼亚克、梅马克、莫尔桑克斯、蒙德马桑、蒙托邦、蒙唐德尔、蒙蓬-梅内斯泰罗勒、穆利昂梅多克、米西当、讷维克、内克松、奥尔泰兹、帕朗皮尔、波城、波亚克、佩里格、佩萨克、波当萨克、普瓦捷、蓬镇、圣玛丽港、波尔泰茨、普雷尼亚克、伊勒河畔拉扎克、罗什福尔、吕费克、圣安德烈德屈布扎克、圣安托万、圣阿斯捷、圣西普里安、圣埃米利永、圣让德吕兹、圣卢贝斯、圣马凯尔、圣梅达尔迪朗、圣梅达尔-德吉济耶尔、圣皮埃尔多里亚克、伊勒河畔圣瑟兰、圣樊尚德蒂罗斯、圣伊藏德苏迪亚克、圣巴泽耶、圣厄拉利、大圣富瓦、桑特、萨拉拉卡内达、佩里戈尔地区锡奥拉克、泰拉松-拉维勒迪约、蒂维耶、托南斯、特雷莫拉、蒂勒、于塞勒、韦尔、韦利讷、维勒纳沃多农、伊舒克斯、伊戈斯圣萨蒂南 |
| 中央-卢瓦尔河谷 | 布卢瓦、弗洛朗莱索布赖 （靠近奥尔良）、圣皮埃尔德科尔（靠近图尔）、旺多姆 |
| 朗格多克-鲁西永-南部-比利牛斯 | 贝济耶、卡尔卡松、卢尔德、蒙托邦、蒙彼利埃、纳博讷、尼姆、塞特、塔布、图卢兹 |
| 北部-加来海峡-皮卡第 | 阿拉斯、杜埃、里尔、上皮卡第TGV站 |
| 卢瓦尔河地区 | 永河畔拉罗什、南特、吕松 |
| 普罗旺斯-阿尔卑斯-蓝色海岸 | 昂蒂布、阿尔勒、戛纳、莱萨尔克、马赛、尼斯、圣拉斐尔、土伦 |
| 奥弗涅-罗讷-阿尔卑斯 | 里昂、瓦朗斯 |
| 西班牙 | 伊倫 |
| 1. | |

## 停靠线路

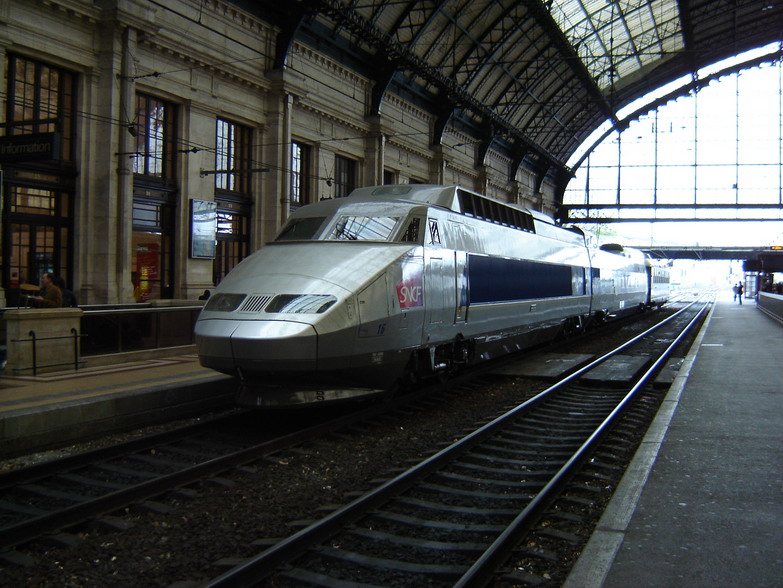
停靠在波尔多圣让站内的TGV列车

以下列车线路停靠波尔多圣让站：
| 波尔多圣让站列车线路表      |                    |                       |            |              |
| 线路                        | 车种               | 上一站                | 下一站     | 大致运行频率 |
| 巴黎—图卢兹                 | TGV/iDTGV          | 巴黎蒙帕纳斯          | 阿让       | 每天5趟左右  |
| 巴黎—塔布                   | TGV/iDTGV          | 巴黎蒙帕纳斯          | 达克斯     | 每天4趟左右  |
| 巴黎—昂代/伊伦              | TGV/iDTGV          | 巴黎蒙帕纳斯          | 达克斯     | 每天4趟左右  |
| 巴黎—波尔多                 | TGV                | 巴黎蒙帕纳斯/利布尔讷 | （终点）   | 每天5趟左右  |
| 巴黎—阿卡雄                 | TGV                | 昂古莱姆              | 比加诺斯   | 每天1~3趟    |
| 里尔欧洲/佛兰德—波尔多      | TGV                | 昂古莱姆              | （终点）   | 每天4趟左右  |
| 斯特拉斯堡—波尔多           | TGV                | 昂古莱姆              | （终点）   | 每天4趟左右  |
| 波尔多—里昂                 | TGV                | （终点）              | 阿让       | 每天1~2趟    |
| 巴黎—波尔多                 | INTERCITÉS 100%éco | 昂古莱姆              | （终点）   | 每周3趟      |
| 南特—波尔多                 | INTERCITÉS         | 容扎克                | （终点）   | 每天3趟左右  |
| 波尔多—尼斯                 | INTERCITÉS         | （起点）              | 图卢兹     | 每天1趟      |
| 波尔多—马赛                 | INTERCITÉS         | （起点）              | 马尔芒德   | 每天3趟左右  |
| 于塞勒—波尔多               | INTERCITÉS         | 佩里格                | （终点）   | 每周1~2趟    |
| 利摩日—波尔多               | INTERCITÉS         | 利布尔讷              | （终点）   | 每天1趟      |
| 利摩日/佩里格—波尔多        | TER                | 瑟农                  | （终点）   | 每天4~10趟   |
| 布里夫拉盖亚尔德—波尔多     | TER                | 瑟农                  | （终点）   | 每天1趟      |
| 萨拉/贝尔热拉克—波尔多      | TER                | 瑟农                  | （终点）   | 每天7趟左右  |
| 波尔多—朗贡                 | TER                | （起点）              | 贝格勒     | 每天5趟左右  |
| 波尔多—马尔芒德/阿让        | TER                | （起点）              | 博蒂朗     | 每天7趟左右  |
| 波尔多—阿卡雄               | TER                | （起点）              | 佩萨克     | 每天7趟左右  |
| 波尔多—莫桑克斯/蒙德马桑    | TER                | （起点）              | 佩萨克     | 每天8趟左右  |
| 波尔多—波城/昂代            | TER                | （起点）              | 佩萨克     | 每天1~4趟    |
| 拉罗谢尔/桑特—波尔多        | TER                | 瑟农                  | （终点）   | 每天4趟左右  |
| 圣马里安—波尔多             | TER                | 瑟农                  | （终点）   | 每天4趟左右  |
| 波尔多—马科/莱斯帕尔/韦尔东 | TER                | （起点）              | 梅里尼亚克 | 每天9趟左右  |
| 1. 2. 3.                    |                    |                       |            |              |

## 配套交通

### 城际客运
波尔多圣让站附近的有多个大巴车上下车地点。
| 停靠波尔多圣让站的大巴车 |                                                      | |
| 上下车地点               | 运营单位                                             | 主要目的地 |
| Parking Descas           | Flixbus                                              | 巴黎、图尔、普瓦捷、纳博讷、尼姆、艾克斯、戛纳、尼斯、图卢兹、佩皮尼昂、赫罗纳、巴塞罗那、马赛、土伦、格勒诺布尔、里昂、克莱蒙费朗、蒙吕松、盖雷、利摩日、昂古莱姆、圣马洛、雷恩、南特、拉罗谢尔、巴约讷、比亚里茨 |
| Parking Descas           | Ouibus                                               | 巴黎、奥尔良、图尔、普瓦捷、雷恩、南特、拉罗谢尔、图卢兹、蒙彼利埃、马赛 |
| Parking Descas           | Starschipper                                         | 佩里格、布里夫拉盖亚尔德、克莱蒙费朗、里昂、罗什福尔、拉罗谢尔、南特、达克斯、巴约讷、比亚里茨、圣让德吕兹、昂代                                                                                                   |
| Terres des Bordes        | Eurolines                                            | 巴约讷、毕尔巴鄂、马德里、巴黎、阿尔帕容、布卢瓦、尼奥尔 （可联程中转前往欧洲各地） |
| Terres des Bordes        | Isilines                                             | 巴黎、奥尔良、图尔、普瓦捷、雷恩、南特、拉罗谢尔、罗什福尔、桑特、尼斯、马赛、贝济耶、纳博讷、蒙彼利埃、图卢兹、阿让、达克斯、巴约讷、比亚里茨                                                                     |
| 波尔多圣让站门口         | 吉伦特省城际客运 TransGironde （页面存档备份，存于） | 勒波日、莱日卡普费雷、拉卡诺、勒蒂藏、莱斯帕尔梅多克、卡尔康 |
| 波尔多圣让站门口         | Megabus                                              | 巴黎、图尔、沙泰勒罗、普瓦捷 |
| 波尔多圣让站门口         | SNCF                                                 | （当某条铁路线施工或罢工时，SNCF可能会提供途径该线路沿途站点的大巴车） |
| 1. 2. 3. 4. 5. 6. 7.     |                                                      | |

### 市内交通
| 波尔多圣让站附近的公共交通线路 |                    |                                             |
| 公交车站名称                   | 位置               | 停靠线路                                    |
| Gare Saint-Jean                | 波尔多圣让站正前方 | 有轨电车C线，公交1路、9路、10路、11路、45路 |

## 临近车站
| 波尔多圣让站（Gare de Bordeaux-Saint-Jean）            |                    |               |
| 上行车站                                               | 线路               | 下行车站      |
| 巴桑斯站←瑟农站⇐                                       | 巴黎－波尔多铁路   | （终点）      |
| 圣厄拉利站←瑟农站⇐                                     | 沙特尔－波尔多铁路 | （终点）      |
| （起点）                                               | 波尔多－塞特铁路   | →贝格勒站     |
| （起点）                                               | 波尔多－伊伦铁路   | →佩萨克站     |
| （起点）                                               | 梅多克地方铁路     | →梅里尼亚克站 |
| - 注："⇐"或"⇒"为共线路段；本表仅显示运营中的线路及车站 |                    |               |